# ديزي بوبانا
ديزي بوبانا هي ممثلة هندية، ولدت في 4 ديسمبر 1982 في الهند.

## وصلات خارجية
- ديزي بوبانا على موقع IMDb (الإنجليزية)
- ديزي بوبانا على موقع قاعدة بيانات الفيلم (الإنجليزية)